# Stazione di Tresinaro
La stazione di Tresinaro è stata una fermata ferroviaria posta lungo la ex linea ferroviaria Bagnolo in Piano-Carpi dismessa nel 1955, era a servizio di Tresinaro frazione del comune emiliano di Carpi.

## Storia
La stazione, fu attivata nel il 15 ottobre 1887 insieme alla tratta Correggio-Carpi dalla SAFRE (dal 1936 CCFR). La fermata continuò il suo esercizio fino alla sua chiusura avvenuta nel 1955.